# 宮下つばさ
宮下 つばさ（みやした つばさ、1986年4月27日 - ）は、日本のAV女優。CoCoプロモーション所属。

## 略歴・人物
「宮下真央（みやした まお）」の名前で企画女優として2010年より活動。

もともと顔立ちが派手なこともありギャル役での出演が多く、後述の改名以後は肌を真っ黒に焼いた黒ギャル系女優として活躍中。
2010年5月26日の公式ブログで「宮下つばさ」への改名を発表した。

## 出演作品

### 「宮下真央」名義

#### アダルトビデオ
2010年
- 東京25時 泥酔ギャル お持ち帰り （3月13日（レンタル） / 4月9日（セル）、クリスタル映像）
- おまんこ汁顔騎 （5月1日、オフィスケイズ）…オムニバス作品
- 現役女子校生在籍ソープランド（生）実技講習 （5月21日、キャッツアイ）オムニバス作品
- エロバイト.com 10 （6月1日、竜宮城）…オムニバス作品
- 女子校のプールに睡眠○を混入し絶対起きないスク水女生徒15人の身体をジックリもてあそぶド変態教師の体育の時間（7月8日、ディープス）
- フェラチオ・口淫 撮り下ろし8時間 SUPER MEGA REC （7月13日、カルマ）
- 続 昼さがりの団地妻 情交中出し 2 （7月30日、ステージメディア）…オムニバス作品

### 「宮下つばさ」名義

#### アダルトビデオ
2010年
- 黒ギャルおなら 2 〜鬼やば!マジ臭っ!パなくねぇ?〜 （10月20日、レイディックス）
- 虐待ちんぽ （11月19日、深海）
- 勢いのあるネイル手コキ （11月20日、レイディックス）
- ノーモザイク初アナル生中出しファック （12月1日、ワンズファクトリー）
- 精飲M隷女 （12月1日、中嶋興業）
- 美脚フェチ倶楽部 Vol.2 （12月3日、オフィスケイズ）
- アナル舐め 女子校生のアニリングス （12月3日、オフィスケイズ）
- ウチらやりすぎハメられ隊 1 （12月16日、プレステージ）

2011年
- Gals Life 13 （1月25日、ウイークエンダー）
- ギャルが疲れたオジサンを癒しちゃう♥（3月5日、GARCON）
- GARCONファン感謝祭 可愛さ最強ギャル軍団と行く!!ギラツキMAX童貞クン限定温泉バスツアー!!! VOL.2（5月7日、GARCON）
- ザ・ターゲット Vol.3〜超人気美少女レスラーに忍びよる魔の手〜（6月17日、SUPER SONIC SATELLITES）
- 拝啓 母さん･･･上京して初めての一人暮らしはギャルしか住んでいない共同アパート。毎日チ○ポが痛くなるほど犯されていますが、僕はとっても幸せです･･･ 敬具（7月7日、ATOM）
- 金髪黒ギャル女子高生の尻（ケツ）よりエロいものなどこの世にない!2（8月25日、the WoRLd）
- 黒ギャルVS白ギャル完全マジギレ!!レズキャットファイト対決!!（9月8日、GARCON）
- 犯されたマンバ 絶滅危惧種肉欲飼育（10月25日、the WoRLd）
- heavy fetish GALケツ×顔面騎乗（11月25日、ケラ工房）
- the SEX FIGHT Vol.02（12月16日、SUPER SONIC SATELLITES）

2013年
- 同じマンションの奥様同士で旦那の留守中に自宅でヤリコン（7月15日、STAR PARADISE）共演:花城ミク 他出演:芹沢つむぎ&大嶋かりな

2014年
- アナタごめんなさい…。間男と自宅でこっそりドキドキSEX（1月20日、STAR PARADISE）共演:花城ミク 他出演:芹沢つむぎ&大嶋かりな、桐原さとみ、佐山あづみ

2020年
- 満淫御礼熟女人妻合コン240分（6月7日、Yellow Moon）共演:花城ミク 他出演:笠原智美&朝霧ゆう、狩野あき&山口佑美子&谷口さつき、芹沢つむぎ&大嶋かりな

## インターネット放送
- トイズハートプレゼンツBUBKA「きのう誰食べた」（2012年07月16日ゲスト出演、ニコニコ生放送）[1]